# Annales Bertiniani
Los Annales Bertiniani (Anales de San Bertín) son una crónica franca encontrada en la abadía de San Bertin, región Nord-Pas-de-Calais (Francia), del que toma su nombre. La crónica cubre el periodo entre el año 830 y el 882. Fue incluida en Monumenta Germaniae Historica. Se consideran una continuación de los Annales regni Francorum. Los anales de San Bertín son una de las principales fuentes del siglo noveno en el imperio carolingio, y proporcionan información fidedigna de los acontecimientos ocurridos en la corte del rey franco Carlos el Calvo. Es una fuente importante por poner fecha a acontecimientos de la época como el Tratado de Verdún y las expediciones vikingas.

## Autores
Fue escrito por varios autores. Se cree que lo iniciaron escribas de la corte de Ludovico Pío. Posteriormente empezó a redactarse fuera de palacio, a comienzos de la década de 840. En principio fue continuado por Prudencio de Troyes (†861) y posteriormente por Hincmaro de Reims (hasta 882), Hay claros indicios de que el texto original de los anales sufrieron al menos cambios menores en revisiones posteriores.

## Contenido
Los anales contienen principalmente información de primera mano e incluyen documentos como cartas papales y extractos de actas de concilios.
El texto proporciona informes de incursiones de bandas de vikingos prácticamente anuales durante la primera mitad del siglo IX. Los grupos vikingos procedentes de Dinamarca y otros lugares de Escandinavia remontaban navegando ríos como el Sena, Loira y Rin, devastando y saqueando los monasterios carolingios. Esta especialización en los centros monásticos, que albergaban una gran cantidad de riqueza, ha llevado a algunos historiadores a creer que los escritores contemporáneos del lugar (que como Prudencio y Hincmaro, eran prácticamente todos clérigos) exageraban la importancia de las racias vikingas al ser ellos los principales objetivos de los ataques e hinchaban las pérdidas producidas porque los reyes frecuentemente pagaban los daños producidos, como hizo Carlos III el Gordo en el asedio de París. La mayoría de los historiadores actuales sin embargo creen que los vikingos supusieron poco más que una persistente y engorrosa amenaza militar para el régimen carolingio. Después de 841, con las únicas excepciones de los años 874 y 875 ya no hay referencias a actividad vikinga.
Los Annales entre otras cosas destaca por sus referencias de los pueblos germánicos, en especial de un grupo de vikingos llamados a sí mismos "rus" y que visitaron Bizancio sobre el año 838. Temiendo regresar a casa a través de las estepas, que les hubiera hecho vulnerables al ataque de los Magiares, los rus viajaron a través de Alemania. En algún lugar cerca de Maguncia el emperador franco Ludovico Pío les interrogó y le dijeron que su jefe se llamaba "Chacanus" (término latino para "Khagan") y que vivían en el norte de Rusia, y que su origen ancestral era Suecia.
Su narración se termina en 882 cuando el anciano obispo Hincmaro se vio forzado a huir de su catedral en Reims debido a la aproximación que estaban realizando invasores vikingos. Murió poco después en Épernay, y nadie continuó su trabajo.

## Importancia
Junto con los Anales de Fulda, los relatos de los francos del este de los mismos hechos, los Annales Bertiniani son la principal fuente para el estudio histórico carolingio del siglo IX.